# راست
راست كلمة فارسية بمعنى مستقيم، تطلق اصطلاحاً على هيئة لحنية لجماعة النغم الأساسية في الموسيقى العربية التي تعرف بالجماعة المستقيمة، واصطلاحاً راست، ويسمى بهذا الاسم أيضاً نغمة أساس الجمع المسماة يكاه، وكذلك الجنس الأساسي ذوالأربع، وهو من أصناف الجنس القوي المتصل المسمى اصطلاحاً «جنس الراست».

## المصدر
1. ↑  "راست". الموسوعة العربية الميسرة. موسوعة شبكة المعرفة الريفية. 1965 م. مؤرشف من الأصل في 27 مارس 2020. اطلع عليه بتاريخ أيلول 2013. {{استشهاد ويب}}: تحقق من التاريخ في: |تاريخ الوصول= و|تاريخ= (مساعدة)صيانة الاستشهاد: BOT: original URL status unknown (link)